# Йоаникий Папавитанов
Йоаникий папа Витанов е един от най-видните български иконописци от Тревненската школа.

## Биография
Според преданията Йоаникий е роден през 1790 г. Син е на видния тревненски образописец Папа Витан. В габровсия храм „Св. Йоан Предтеча“, прави едни от най-видните си иконописи и икони. През следващите години, твори в редица български храмове в градовете: (Трявна, Сливен, Велико Търново, София) и села и градове в съответните области. Зограф Иоанакий, твори и в два Български манастира – Килифаревски манастир и Соколски манастир. Йоаникий Папавитанов почива през 1853 година. В църквата „Свето Успение Богородично“ в гр. Пирдоп изписва най-ранните икони през 1823 г.